# 敖山镇
敖山镇，是中华人民共和国江西省宜春市上高县下辖的一个乡镇级行政单位。2021年3月16日，将锦绣路居民委员会和敖背村村民委员会划归锦阳街道。

## 行政区划
敖山镇下辖以下地区：
石洪桥社区、居井村、廖家村、店上村、晏家村、贯埠村、接官村、镜山村、洋林村、大坪村、长岭村、洋艺村和敖背村。